# Фемуннсмарка
Фемуннсмарка (норв. Femundsmarka nasjonalpark) — норвежский национальный парк, на территории фюльке Иннландет и Трёнделаг, на границе со Швецией. Площадь — 573 км². Лес редкий, произрастают преимущественно сосны и берёзы.

## Название
Первым элементом является родительный падеж названия озера Фемунн, а вторая половина «mark» в заглавии буквально означает «лес».

## География
Общая площадь озёр и рек составляет около 10 % от общей площади Фемундсмарка. Как на Севере, так и на Юге существует относительно высокие горы, в середине парк не так высок.

## Туризм
Во всем национальном парке есть много различных туристических троп и две спальные каюты. Кроме того, есть несколько домиков за пределами парка. Много рек и озёр также делают парк популярным для любителей каноэ, байдарок и рыбалки.

## Интересные факты
Национальный парк повлиял на название альбома германской блэк-метал группы Waldgeflüster.